# Lubian
Pour la localité en Espagne, voir Lubián.
Lubian est un village polonais de la voïvodie de Varmie-Mazurie, dans le powiat d'Ostróda.